# El Hadji Diouf
El Hadji Ousseynou Diouf (pronunciación: [ɛ.ladʒ.dʒuf]; Saint-Louis, Senegal, 15 de enero de 1981) es un exfutbolista senegalés.
En sus primeros pasos y más importantes pasos en el fútbol, fueron en la Ligue 1 francesa y la FA Premier League inglesa. A sus 21 años lideró a la selección de Senegal a su primera Copa Mundial de Fútbol. Su aporte para el pase al Mundial fue su gol ante la selección de Marruecos.
Fue un jugador rápido además de habilidoso y capaz de dominar el balón con las dos piernas y con un buen remate de cabeza. Considerado como uno de los mejores jugadores de la historia del fútbol senegalés.

## Selección nacional
Ha sido internacional con la selección de Senegal, ha jugado 70 partidos internacionales, y ha anotado 24 goles. El Hadji Diouf fue el mejor jugador de Senegal en la Copa Mundial de Fútbol de 2002 guiando a su selección hasta los cuartos de final y fue considerado uno de los mejores a lo largo de todo el certamen, donde se lució nítidamente. La FIFA diseñó una nómina con el equipo estelar compuesto por 16 jugadores que se destacaron a lo largo de la competición.

### Participaciones en Copas del Mundo
| Mundial                        | Sede                  | Resultado        | Partidos | Goles | Asist. |
| ------------------------------ | --------------------- | ---------------- | -------- | ----- | ------ |
| Copa Mundial de Fútbol de 2002 | Corea del Sur y Japón | Cuartos de final | 5        | 0     | 3      |

### Participaciones Internacionales
| Torneo                         | Sede    | Resultado        |
| ------------------------------ | ------- | ---------------- |
| Copa Africana de Naciones 2002 | Camerún | Subcampeón       |
| Copa Africana de Naciones 2004 | Túnez   | Cuartos de final |
| Copa Africana de Naciones 2006 | Egipto  | Semifinal        |
| Copa Africana de Naciones 2008 | Ghana   | Primera fase     |

## Clubes
| Club                      | País       | Año         | Partidos | Goles |
| ------------------------- | ---------- | ----------- | -------- | ----- |
| F. C. Sochaux-Montbéliard | Francia    | 1998 - 1999 | 15       | 0     |
| Stade Rennais F. C.       | Francia    | 1999 - 2000 | 28       | 1     |
| R. C. Lens                | Francia    | 2000 - 2002 | 54       | 18    |
| Liverpool F. C.           | Inglaterra | 2002 - 2005 | 68       | 3     |
| Bolton Wanderers F. C.    | Inglaterra | 2005 - 2008 | 126      | 24    |
| Sunderland A. F. C.       | Inglaterra | 2008 - 2009 | 14       | 0     |
| Blackburn Rovers F. C.    | Inglaterra | 2009 - 2011 | 60       | 4     |
| Glasgow Rangers F. C.     | Escocia    | 2011 - 2012 | 22       | 2     |
| Doncaster Rovers F. C.    | Inglaterra | 2012        | 23       | 6     |
| Leeds United F. C.        | Inglaterra | 2012 - 2014 | 52       | 7     |
| Sabah F. C.               | Azerbaiyán | 2014 - 2016 | -        | -     |

## Palmarés

### Campeonatos nacionales
| Título          | Club            | País       | Año  |
| --------------- | --------------- | ---------- | ---- |
| Copa de la Liga | Liverpool F. C. | Inglaterra | 2003 |

## Títulos y distinciones individuales
- Séptimo puesto en Corea y Japón - 2002
- 2 veces "Futbolista africano del año": 2001 y 2002.
- Incluido en los "FIFA 100"
- Incluido en el " Equipo Estelar del Mundial 2002